# Asaperda rufipes
Asaperda rufipes är en skalbaggsart som beskrevs av Bates 1873. Asaperda rufipes ingår i släktet Asaperda och familjen långhorningar. Inga underarter finns listade.